# Журомін
Журо́мін (пол. Żuromin) — місто в центральній Польщі. Адміністративний центр Журомінського повіту Мазовецького воєводства.

## Відомі уродженці
- Касьян Ян-Мирослав (1933) — польський письменник, фольклорист, літературознавець.
- Лукаш Теодорчик — футболіст

## Демографія
Демографічна структура станом на 31 березня 2011 року:
|          | Загалом | Допрацездатний вік | Працездатний вік | Постпрацездатний вік |
| -------- | ------- | ------------------ | ---------------- | -------------------- |
| Чоловіки | 4380    | 871                | 3178             | 331                  |
| Жінки    | 4652    | 801                | 2958             | 893                  |
| Разом    | 9032    | 1672               | 6136             | 1224                 |